# Museumsverein Bozen

Altes Logo des Museumsvereins Bozen mit dem Gebäude des Stadtmuseums

Ansicht des Bozner Stadtmuseums im Jahr 1905

Der Museumsverein Bozen ist einer der ältesten Vereine der Stadt Bozen. Er wurde 1882 von kunstinteressierten Bozner Bürgern gegründet „mit dem Zwecke, Kunstsinn anzuregen, den Geschmack zu bilden und Kunstwerke, besonders in der Umgebung zu erhalten“. Um der drohenden Gefahr eines Ausverkaufs heimischer Kunstwerke in das Ausland zu begegnen, baute der Verein mit Hilfe von Spenden aus der Bozner Bürgerschaft eine umfangreiche Sammlung von kunsthistorischen, volkskundlichen und religiösen Kunstwerken auf, die vom Mittelalter bis in die Neuzeit reicht. Gründungsobmann war der katholische Priester, Kunsthistoriker und erste amtliche Denkmalpfleger Tirols Karl Atz.
Die Bestände des Museumsvereins – darunter auch die Sammlung Karl Wohlgemuths – wurden zuerst im Katholischen Gesellenhaus (heute Kolpinghaus Bozen) untergebracht und siedelten im Jahr 1905 in das neu errichtete Gebäude des Bozner Stadtmuseums über. Auch die Archivbestände der Stadt Bozen und des ehemaligen Heiliggeistspitals Bozen wurden vorübergehend hier zusammengeführt. Drei spätmittelalterliche liturgische Handschriften des ausgehenden 13. bis späten 15. Jahrhunderts aus dem Besitz des Museumsverein sind am Stadtmuseum deponiert.
Einer der Förderer des Vereins und des Museumsgedankens war Julius Perathoner, der letzte deutschsprachige Bürgermeister Bozens.
Nach der Annexion Südtirols durch Italien im Jahr 1919 und der Machtergreifung des Faschismus 1922 sollte aus dem Bozner Stadtmuseum ein „Museo dell’Alto Adige“ werden, das sämtliche kunsthistorisch wertvollen Objekte zu beherbergen hatte und nach den Vorgaben des Regimes italianisiert wurde. Die Bestände anderer Museen Südtirols wurden rücksichtslos geplündert und dem Stadtmuseum einverleibt. Der Museumsverein, der auch in faschistischer Zeit einer der wenigen deutschen Vereine war, die nicht verboten oder aufgelöst wurden, konnte aber die sich im Eigentum des Vereins befindlichen Objekte schützen.
Im Jahr 2003 wurde das Stadtmuseum wegen Umbauarbeiten geschlossen und erst 2011 wieder partiell eröffnet. 2024 wurde das Museum erneut geschlossen, um es „brandschutztechnisch anzupassen“.